# Іст-Гейвен (Вермонт)
Іст-Гейвен (англ. East Haven) — місто (англ. town) в США, в окрузі Ессекс штату Вермонт. Населення — 270 осіб (2020).

## Демографія
Згідно з переписом 2010 року, у місті мешкало 290 осіб у 119 домогосподарствах у складі 82 родин. Було 184 помешкання
Расовий склад населення:
| - 97,2 % — білих - 1,0 % — чорних або афроамериканців - 0,7 % — корінних американців |

До двох чи більше рас належало 1,0 %. Частка іспаномовних становила 1,0 % від усіх жителів.
За віковим діапазоном населення розподілялося таким чином: 17,2 % — особи молодші 18 років, 69,7 % — особи у віці 18—64 років, 13,1 % — особи у віці 65 років та старші. Медіана віку мешканця становила 43,4 року. На 100 осіб жіночої статі у місті припадало 100,0 чоловіків;  на 100 жінок у віці від 18 років та старших — 98,3 чоловіків також старших 18 років.
Середній дохід на одне домашнє господарство  становив 46 111 долар США (медіана — 40 000), а середній дохід на одну сім'ю — 52 082 долари (медіана — 42 917). Медіана доходів становила 37 969 доларів для чоловіків та 33 750 доларів для жінок. За межею бідності перебувало 17,8 % осіб, у тому числі 7,5 % дітей у віці до 18 років та 9,5 % осіб у віці 65 років та старших.
Цивільне працевлаштоване населення становило 122 особи. Основні галузі зайнятості: виробництво — 27,9 %, освіта, охорона здоров'я та соціальна допомога — 16,4 %, мистецтво, розваги та відпочинок — 13,9 %, публічна адміністрація — 12,3 %.